# Chrysotimus calcaneatus
Chrysotimus calcaneatus är en tvåvingeart som beskrevs av Octave Parent 1932. Chrysotimus calcaneatus ingår i släktet Chrysotimus och familjen styltflugor. Inga underarter finns listade i Catalogue of Life.